# Tiny Toon Abenteuer
Tiny Toon Abenteuer (Originaltitel: „Tiny Toon Adventures“; wörtlich etwa: „Abenteuer von kleinen Zeichentrickfiguren“) ist eine US-amerikanische Zeichentrickserie von Warner Bros. Animation und Amblin Television, die Anfang der 1990er Jahre in Zusammenarbeit mit Steven Spielberg entstand. Die „Tiny Toons“ basieren auf Warners Looney Tunes (u. a Bugs Bunny und Daffy Duck). Die Serie behandelt die Abenteuer von aufstrebenden Toons an der Acme Looniversity sowie in der fiktiven Stadt Acme Acres. Die Serie hatte ihre Erstausstrahlung am 14. September 1990 auf CBS und seine deutsche Erstausstrahlung am 1. Oktober 1992 auf ProSieben. 

## Handlung
Buster Bunny und Babs Bunny sind mit anderen aufstrebenden Toons an der Acme Looniversity, um zu professionellen Toons ausgebildet zu werden. An dieser Schule schließen die kleinen Toons langjährige Freundschaften miteinander und perfektionieren ihr Zeichentrickhandwerk, während sie bei den größten Zeichentrickfiguren der Geschichte, den Looney Tunes, lernen. Darüber hinaus erleben die kleinen Toons auch Abenteuer in Acme Acres und wenden an was sie an der Acme Looniversity gelernt haben und beweisen dies selbst in schwierigen Situationen.    

## Figuren

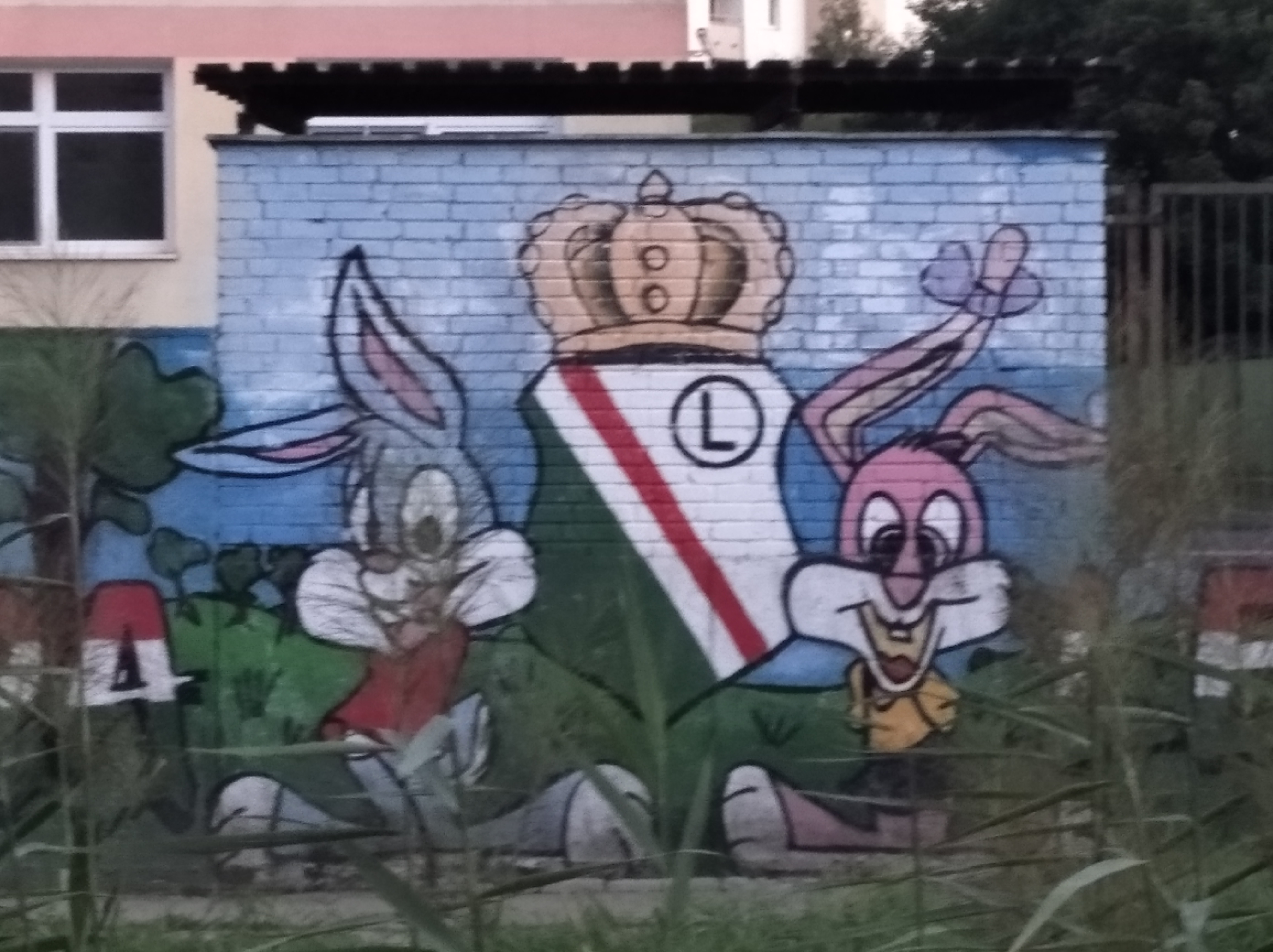
Buster Bunny und Babs Bunny als Graffito

- Buster Bunny: Ein blaues Kaninchen, basiert auf Bugs Bunny, der sein Mentor ist, genau wie dieser treibt Buster die Leute um sich herum meist in den Wahnsinn.
- Babs Bunny: Ein pinkfarbenes Kaninchenmädchen, das gerne Parodien macht. Sie betont immer, dass sie nicht mit Buster verwandt ist, aber manchmal scheinen sie mehr als Freunde zu sein, in „Tiny Toons Looniversity“ ist Babs Busters Schwester und Buster ihr Bruder. Sie hasst es, wenn Buster sie Barbara Ann nennt.

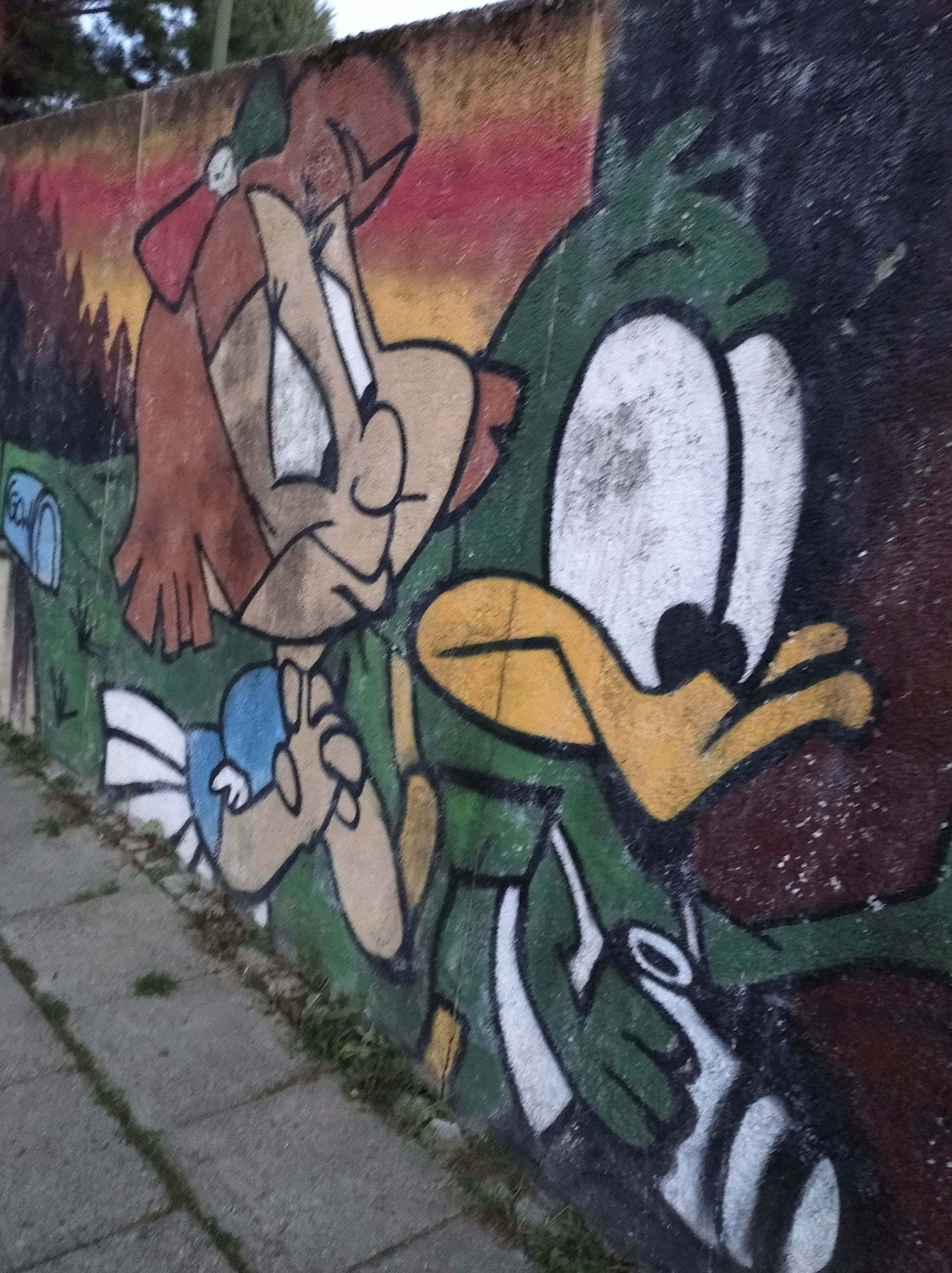
Elmyra Duff und Plucky Duck als Graffito

- Plucky Duck: Eine egoistische, grüne Ente, basiert auf Daffy Duck, der sein Mentor ist.
- Shirley the Loon (auch „Shirley MacLoon“): Ein Seetauchermädchen. Die deutsche Bedeutung des englischen Wortes „Loon“ ist „Seetaucher“ jedoch u. a. auch „Spinner“. Sie ist schlau aber interessiert sich auch für Übersinnliches und New Age. Sie ist oft zusammen mit Plucky zu sehen. Ihr Name erinnert an Shirley MacLaine.
- Hamton J. Schwein: Ein Schwein mit einem Reinlichkeitstick und bester Freund von Plucky Duck, basiert auf Schweinchen Dick, der sein Onkel und Mentor ist.
- Streuner (englisch: Furrball): Eine hellblaue Katze mit verletztem Schwanz, die die meiste Zeit vor Elmyra flüchtet oder versucht, Sweetie Pie zu fressen, basiert auf Sylvester, der sein Mentor ist, basiert auch auf Penelope (englisch: Penelope Pussycat).
- Elmyra Duff: Ein eher dümmliches, rothaariges Mädchen, das Haustiere sammelt und dann aber mit ihrer Liebe erdrückt. Auch Babs und Buster wurden schon ihr Knuddelopfer. Sie ist verliebt in Montana Max („Monty-Wonty“) und erinnert vom Aussehen her an Elmer Fudd, der ihr Mentor ist. Später taucht sie auch in den Serien Animaniacs und dessen Ableger Pinky und der Brain auf. In der ersten Staffel der deutschsprachigen Version wird sie hingegen „Elvira“ genannt.
- Montana Max: Ein geldgieriger, meist schlecht gelaunter und skrupelloser Junge, basiert auf Yosemite Sam.
- Byron: Ein sehr faltiger Basset-Hund, der bei Elmyra Duff wohnt. Seine Lieblingsbeschäftigung ist Schlafen.
- Sweetie Pie: Ein weiblicher rosa Kanarienvogel, der schnell aggressiv wird, basiert auf Tweety.
- Fifi La Fume: Ein romantisches Stinktiermädchen mit französischem Akzent, basiert auf Pepé le Pew.
- Calamity Coyote: Ein kleiner, blauer Kojote, der ständig versucht, Little Beeper zu fangen. Er sagt nie etwas und basiert auf Wile E. Coyote, der sein Mentor ist.
- Little Beeper: Eine kleine Ausgabe des Road Runners.
- Dizzy Devil: Ein männlicher, lilafarbener tasmanischer Teufel mit großem Appetit, basiert auf Taz.
- Gogo Dodo: Ein verrückter Dodo, der im irren Wackyland wohnt.

## Musik
Für die Musik der Serie kam ein komplettes Orchester zum Einsatz.
Mit der Komposition der Titelmusik wurde Bruce Broughton beauftragt, für die er – zusammen mit Tom Ruegger und Wayne Kaatz, die am Text für die Musik mitarbeiteten – im Jahr 1991 den Daytime Emmy Award für den „Best Original Song“ gewann. Broughton wurde ebenfalls mit der Aufgabe des „Music supervisors“ betraut. Neben Broughton wurden noch weitere Komponisten beschäftigt.

## Hintergrund
Die Serie wurde von 1990 bis 1992 produziert und hatte drei Staffeln mit insgesamt 98 Episoden und dem Video-Special Total verrückte Ferien in Spielfilmlänge. Nachdem die Rechte 1993 an FOX gingen, entstand 1994 und 1995 je eine 45-minütige Halloween- und Ostersondersendung. Den Tiny Toons folgten im Jahre 1993 die Animaniacs.
Im deutschsprachigen Raum wurde die erste Staffel der Serie im Jahre 1991 zuerst nur auf den Pay-TV-Sendern Premiere und Teleclub gezeigt. Ab dem 1. Oktober 1992 folgte die Free-TV-Premiere auf ProSieben. Die Staffeln zwei und drei hatten ihre Deutschlandpremiere im Herbst 1994, ebenfalls auf ProSieben. Bis 2000 blieben die deutschen Rechte bei ProSieben, ab 2001 waren die Tiny Toons auf Sat.1, im Jahre 2004 noch kurzzeitig (Staffel 2 und 3) auf kabel eins zu sehen. Seit 2005 liegen die Senderechte der zweiten und dritten Staffel bei RTL II.
Unter anderem wurden zu der Serie Videospiele produziert.

## Neuauflage
Im Oktober 2020 wurde eine Neuauflage  der Serie namens Tiny Toons Looniversity angekündigt. Die Serie wird von Amblin Television und Warner Bros. Animation für Cartoon Network und HBO Max produziert. Als Produzenten wurden unter anderem Steven Spielberg sowie Sam Register und Erin Gibson, die auch als „Showrunnerin“ fungieren soll, genannt. Bisher sind zwei Staffeln geplant.
Wie bei der Fortsetzung der Serie Animaniacs werden einige Charaktere nicht zurückkehren. So wird zum Beispiel Elmyra Duff laut ihrer Synchronsprecherin Cree Summer nicht in der neuen Serie auftauchen. Am 15. Juli 2021 gab Jeff Bergman (einer der Sprecher der englischen Fassung der Originalserie) während der Promotion für Space Jam: A New Legacy bekannt, dass er in der englischen Fassung wieder die Sprechrollen für Bugs Bunny, Foghorn Leghorn und Sylvester übernehmen wird.
Die neue Serie soll in der zweiten Hälfte des Jahres 2022 erscheinen. In Deutschland startete die Serie im November 2023 auf Super RTL.